# Wahlkreis Leipzig VI
Der Wahlkreis  Leipzig VI war ein Landtagswahlkreis zur Landtagswahl in Sachsen 1990, der ersten Landtagswahl nach der Wiedergründung des Landes Sachsen. Er hatte die Wahlkreisnummer 10. Für die Landtagswahlen 1994 wurde auch infolge der Kreisreform die Wahlkreisstruktur verändert, zudem wurde die Zahl der Wahlkreise von 80 auf 60 verringert. Das Gebiet des Wahlkreises Leipzig VI wurde Teil einer der sechs Wahlkreise auf Leipziger Stadtgebiet.
Das Wahlkreisgebiet umfasste den Stadtbezirk Süd II mit den restlichen Wohnbezirken, die nicht schon im Wahlkreis Leipzig V erfasst waren.

## Ergebnisse
Die Landtagswahl 1990 fand am 14. Oktober 1990 statt und hatte folgendes Ergebnis für den Wahlkreis Leipzig VI:
| Direktkandidat   | Partei (Kürzel) | Erststimmen (%) | Zweitstimmen (%) |
| ---------------- | --------------- | --------------- | ---------------- |
|                  | DA              | -               | 00,5             |
| Herbert Goliasch | CDU             | 34,9            | 37,4             |
|                  | Chr. L          | -               | 00,2             |
|                  | DBU             | -               | 00,3             |
|                  | DSU             | 02,9            | 02,2             |
|                  | F.D.P.          | 08,0            | 07,2             |
|                  | LL-PDS          | 14,9            | 14,7             |
|                  | NPD             | -               | 00,5             |
|                  | FORUM           | 12,4            | 09,6             |
|                  | RAP             | -               | 00,0             |
|                  | SHB             | -               | 00,1             |
|                  | SPD             | 26,9            | 27,1             |

Es waren 57.664 Personen wahlberechtigt. Die Wahlbeteiligung lag bei 68,6 %. Von den abgegebenen Stimmen waren 1,7 % ungültig. Als Direktkandidat wurde Herbert Goliasch (CDU) mit 34,9 % aller gültigen Stimmen gewählt.